# Dark Tranquillity/Diskografie
Diese Diskografie ist eine Übersicht über die musikalischen Werke der schwedischen Melodic-Death-Metal-Band Dark Tranquillity. Ihre erfolgreichste Veröffentlichung ist das Studioalbum Atoma, das Platz zwei der schwedischen Albumcharts erreichte.

## Alben

### Studioalben
| Jahr | Titel Musiklabel                           | Höchstplatzierung, Gesamtwochen, AuszeichnungChartplatzierungen (Jahr, Titel, Musiklabel, Platzierungen, Wochen, Auszeichnungen, Anmerkungen) | Höchstplatzierung, Gesamtwochen, AuszeichnungChartplatzierungen (Jahr, Titel, Musiklabel, Platzierungen, Wochen, Auszeichnungen, Anmerkungen) | Höchstplatzierung, Gesamtwochen, AuszeichnungChartplatzierungen (Jahr, Titel, Musiklabel, Platzierungen, Wochen, Auszeichnungen, Anmerkungen) | Höchstplatzierung, Gesamtwochen, AuszeichnungChartplatzierungen (Jahr, Titel, Musiklabel, Platzierungen, Wochen, Auszeichnungen, Anmerkungen) | Höchstplatzierung, Gesamtwochen, AuszeichnungChartplatzierungen (Jahr, Titel, Musiklabel, Platzierungen, Wochen, Auszeichnungen, Anmerkungen) | Anmerkungen                                                          |
| Jahr | Titel Musiklabel                           | DE | AT | CH | SE | FI | Anmerkungen                                                          |
| ---- | ------------------------------------------ | --- | --- | --- | --- | --- | -------------------------------------------------------------------- |
| 1993 | Skydancer Spinefarm Records                | — | — | — | — | — | Erstveröffentlichung: 30. August 1993 Produzent: Niklas Sundin       |
| 1995 | The Gallery Osmose Productions             | — | — | — | — | — | Erstveröffentlichung: 27. November 1995 Produzent: Fredrik Nordström |
| 1997 | The Mind’s I Osmose Productions            | — | — | — | — | — | Erstveröffentlichung: 21. April 1997 Produzent: Fredrik Nordström    |
| 1999 | Projector Century Media                    | — | — | — | — | — | Erstveröffentlichung: 21. Juni 1999 Produzent: Fredrik Nordström     |
| 2000 | Haven Century Media                        | — | — | — | — | — | Erstveröffentlichung: 25. Juli 2000 Produzent: Fredrik Nordström     |
| 2002 | Damage Done Century Media                  | DE83 (1 Wo.)DE | — | — | SE29 (4 Wo.)SE | — | Erstveröffentlichung: 22. Juli 2002 Produzent: Fredrik Nordström     |
| 2005 | Character Century Media                    | DE83 (1 Wo.)DE | — | — | SE3 (5 Wo.)SE | FI30 (3 Wo.)FI | Erstveröffentlichung: 24. Januar 2005 Produzent: Fredrik Nordström   |
| 2007 | Fiction Century Media                      | DE59 (1 Wo.)DE | — | — | SE12 (3 Wo.)SE | FI19 (1 Wo.)FI | Erstveröffentlichung: 17. April 2007 Produzent: Tue Madsen           |
| 2010 | We Are the Void Century Media              | DE59 (1 Wo.)DE | — | CH70 (1 Wo.)CH | SE9 (5 Wo.)SE | FI16 (1 Wo.)FI | Erstveröffentlichung: 24. Februar 2010 Produzent: Tue Madsen         |
| 2013 | Construct Century Media                    | DE37 (1 Wo.)DE | AT67 (1 Wo.)AT | CH68 (1 Wo.)CH | SE9 (5 Wo.)SE | FI15 (1 Wo.)FI | Erstveröffentlichung: 24. Mai 2013 Produzent: Jens Bogren            |
| 2016 | Atoma Century Media (Sony Music)           | DE23 (2 Wo.)DE | AT40 (1 Wo.)AT | CH36 (1 Wo.)CH | SE2 (2 Wo.)SE | — | Erstveröffentlichung: 4. November 2016 Produzent: Martin Brandström  |
| 2020 | Moment Century Media (Sony Music)          | DE17 (1 Wo.)DE | AT24 (1 Wo.)AT | CH16 (1 Wo.)CH | SE14 (1 Wo.)SE | FI9 (2 Wo.)FI | Erstveröffentlichung: 20. November 2020 Produzent: Martin Brandström |
| 2024 | Endtime Signals Century Media (Sony Music) | DE6 (1 Wo.)DE | AT7 (1 Wo.)AT | CH5 (1 Wo.)CH | SE13 (1 Wo.)SE | FI15 (1 Wo.)FI | Erstveröffentlichung: 16. August 2024 Produzent: Martin Brandström   |

grau schraffiert: keine Chartdaten aus diesem Jahr verfügbar

### Kompilationen
| Jahr | Titel Musiklabel                                     | Anmerkungen                            |
| ---- | ---------------------------------------------------- | -------------------------------------- |
| 1999 | Skydancer / Of Chaos and Eternal Night Century Media | Erstveröffentlichung: 1999             |
| 2004 | Exposures – In Retrospect and Denial Century Media   | Erstveröffentlichung: 24. Mai 2004     |
| 2009 | Manifesto of... Century Media                        | Erstveröffentlichung: 27. Februar 2009 |
| 2009 | Yesterworld Century Media                            | Erstveröffentlichung: 27. Mai 2009     |

### EPs
| Jahr | Titel Musiklabel                             | Höchstplatzierung, Gesamtwochen, AuszeichnungChartsChartplatzierungen (Jahr, Titel, Musiklabel, Platzierungen, Wochen, Auszeichnungen, Anmerkungen) | Anmerkungen                             |
| Jahr | Titel Musiklabel                             | SE | Anmerkungen                             |
| ---- | -------------------------------------------- | --- | --------------------------------------- |
| 1992 | A Moonclad Reflection Slaughter Records      | — | Erstveröffentlichung: 1992              |
| 1995 | Of Chaos and Eternal Night Spinefarm Records | — | Erstveröffentlichung: 1995              |
| 1996 | Enter Suicidal Angels Osmose Records         | — | Erstveröffentlichung: 25. November 1996 |
| 2004 | Lost to Apathy Century Media                 | SE47 (1 Wo.)SE | Erstveröffentlichung: 15. November 2004 |
| 2012 | Zero Distance Century Media                  | — | Erstveröffentlichung: 5. März 2012      |
| 2017 | The Absolute Century Media                   | — | Erstveröffentlichung: 24. März 2017     |

## Videografie

### Videoalben
| Jahr | Titel Musiklabel                        | Anmerkungen                                                        |
| ---- | --------------------------------------- | ------------------------------------------------------------------ |
| 2003 | Live Damage Century Media               | Erstveröffentlichung: 23. September 2003 Produzent: John Hiotellis |
| 2009 | Where Death Is Most Alive Century Media | Erstveröffentlichung: 26. Oktober 2009 Produzent: Tue Madsen       |

### Musikvideos
| Jahr | Titel                                | Regisseur(e)          |
| ---- | ------------------------------------ | --------------------- |
| 1997 | Hedon                                | Dick Bewarp           |
| 1997 | Zodijackyl Light                     | Dick Bewarp           |
| 1998 | ThereIn                              | Henrik Bengtsson      |
| 2002 | Monochromatic Stains                 | Achilleas Gatsopoulos |
| 2005 | Lost to Apathy                       | Roger Johansson       |
| 2005 | The New Build                        | Roger Johansson       |
| 2007 | Focus Shift                          | Roger Johansson       |
| 2007 | Terminus (Where Death Is Most Alive) | Sven Kirk             |
| 2009 | Misery’s Crown                       | Roger Johansson       |
| 2010 | Shadow in Our Blood                  | Vasara Films          |
| 2011 | Iridium                              | Niklas Sundin         |
| 2011 | Zero Distance                        | Aduro Labs            |
| 2012 | In My Absence                        | Niklas Sundin         |
| 2013 | Uniformity                           | Patric Ullaeus        |
| 2015 | The Science of Noise                 | Cabin Fever Media     |
| 2016 | The Pitiless                         | Dirk Behlau           |
| 2016 | Atoma                                |                       |
| 2016 | Forward Momentum                     | Harri Haataja         |
| 2020 | Phantom Days                         |                       |
| 2020 | The Dark Unbroken                    | Erik Eger             |
| 2020 | Eyes of the World                    | Erik Eger             |
| 2024 | Unforgivable                         | Niklas Sundin         |
| 2024 | Not Nothing                          | Patric Ulleaus        |
| 2024 | Wayward Eyes                         | Patric Ullaeus        |

## Sonderveröffentlichungen

### Alben
| Jahr | Titel Musiklabel                   | Anmerkungen                                           |
| ---- | ---------------------------------- | ----------------------------------------------------- |
| 1989 | Enfeeble Earth Selbstverlag        | als Septic Broiler; Erstveröffentlichung: August 1990 |
| 1991 | Trail of Life Decayed Selbstverlag | Erstveröffentlichung: Juli 1991                       |
| 1993 | Tranquillity Selbstverlag          | Erstveröffentlichung: 1993                            |

| Jahr | Titel Musiklabel                                      | Anmerkungen                                                                             |
| ---- | ----------------------------------------------------- | --------------------------------------------------------------------------------------- |
| 1998 | The World Domination Live Osmose Productions          | Erstveröffentlichung: 1998; mit Demoniac, Dellamorte, Swordmaster, Bewitched & Enslaved |
| 2007 | Eastpak Antidote Tour Presented by Vans Nuclear Blast | Erstveröffentlichung: 2007 mit Sonic Syndicate, Soilwork & Caliban                      |

### Lieder
| Jahr | Titel Album                                                                            | Anmerkungen                         |
| ---- | -------------------------------------------------------------------------------------- | ----------------------------------- |
| 1995 | Punish My Heaven W. A. R. Compilation – Volume One                                     | Erstveröffentlichung: 1995          |
| 1997 | 22 Acacia Avenue Made in Tribute: A Tribute to the Best Band in a Whole Goddamn World! | Erstveröffentlichung: 3. April 1997 |
| 2002 | 22 Acacia Avenue A Tribute to the Beast                                                | Erstveröffentlichung: 2002          |

## Statistik

### Chartauswertung
|                     | DE    | AT    | CH    | SE    | FI    |
| ------------------- | ----- | ----- | ----- | ----- | ----- |
| Nummer-eins-Alben   | DE—DE | AT—AT | CH—CH | SE—SE | FI—FI |
| Top-10-Alben        | DE1DE | AT1AT | CH1CH | SE4SE | FI1FI |
| Alben in den Charts | DE8DE | AT4AT | CH5CH | SE9SE | FI6FI |